# Rouleur (cyclisme)
Pour les articles homonymes, voir Rouleur.

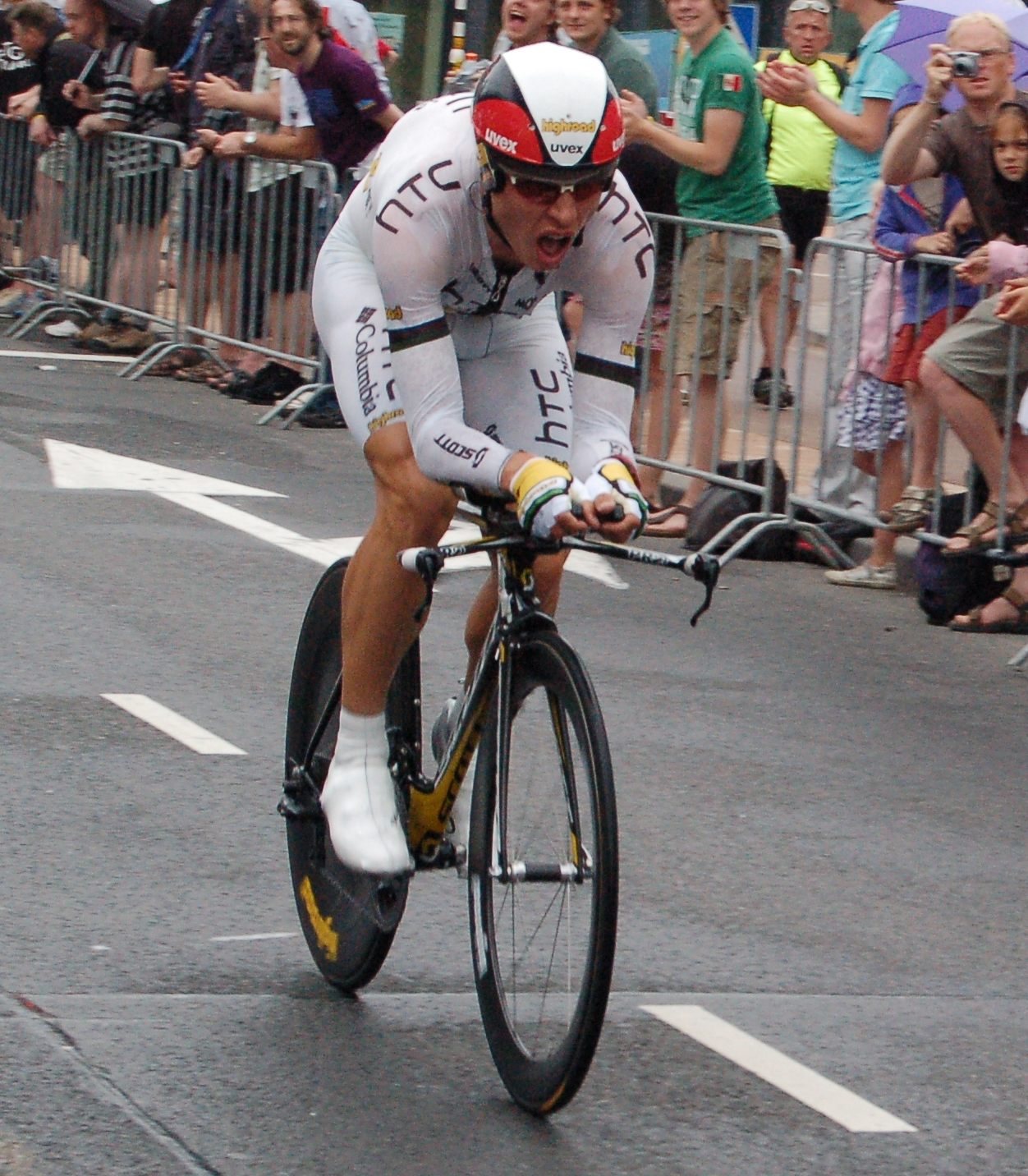
Tony Martin, multiple champion du monde du contre-la-montre, au prologue du Tour de France 2010.

Un rouleur est un coureur cycliste particulièrement performant sur les longues distances et les contre-la-montre, spécialiste de l'effort solitaire.

## Technologie des vélos
Les progrès techniques des vélos permettent aux rouleurs de parcourir de très grandes distances grâce à l'aérodynamisme et surtout au choix de vitesses, qui permet de réguler sa cadence malgré le relief.

## Grands noms
Parmi les coureurs du XXIe siècle, on peut citer Fabian Cancellara, Tony Martin, Bradley Wiggins, Christopher Froome, Tom Dumoulin, Bob Jungels, Geraint Thomas, Rohan Dennis, Wout van Aert, Stefan Küng, ou encore Filippo Ganna.